# Museo dei Tasso e della storia postale
Il Museo dei Tasso e della storia postale è un museo postale situato nel borgo medievale di Cornello dei Tasso nel comune di Camerata Cornello, in provincia di Bergamo. Il borgo è raggiungibile solo a piedi attraverso alcuni brevi sentieri.
Il Museo racconta la storia della posta e la storia della famiglia Tasso. Qui sono conservati numerosi documenti legati alla loro attività, ma non solo, infatti si può vedere una lettera del 1840 affrancata con il primo francobollo emesso al mondo, il famoso Penny Black.
Il museo fa parte del Polo Culturale "Mercatorum e Priula / Vie di migranti, artisti, dei Tasso e di Arlecchino" e dell'Associazione Nazionale Piccoli Musei

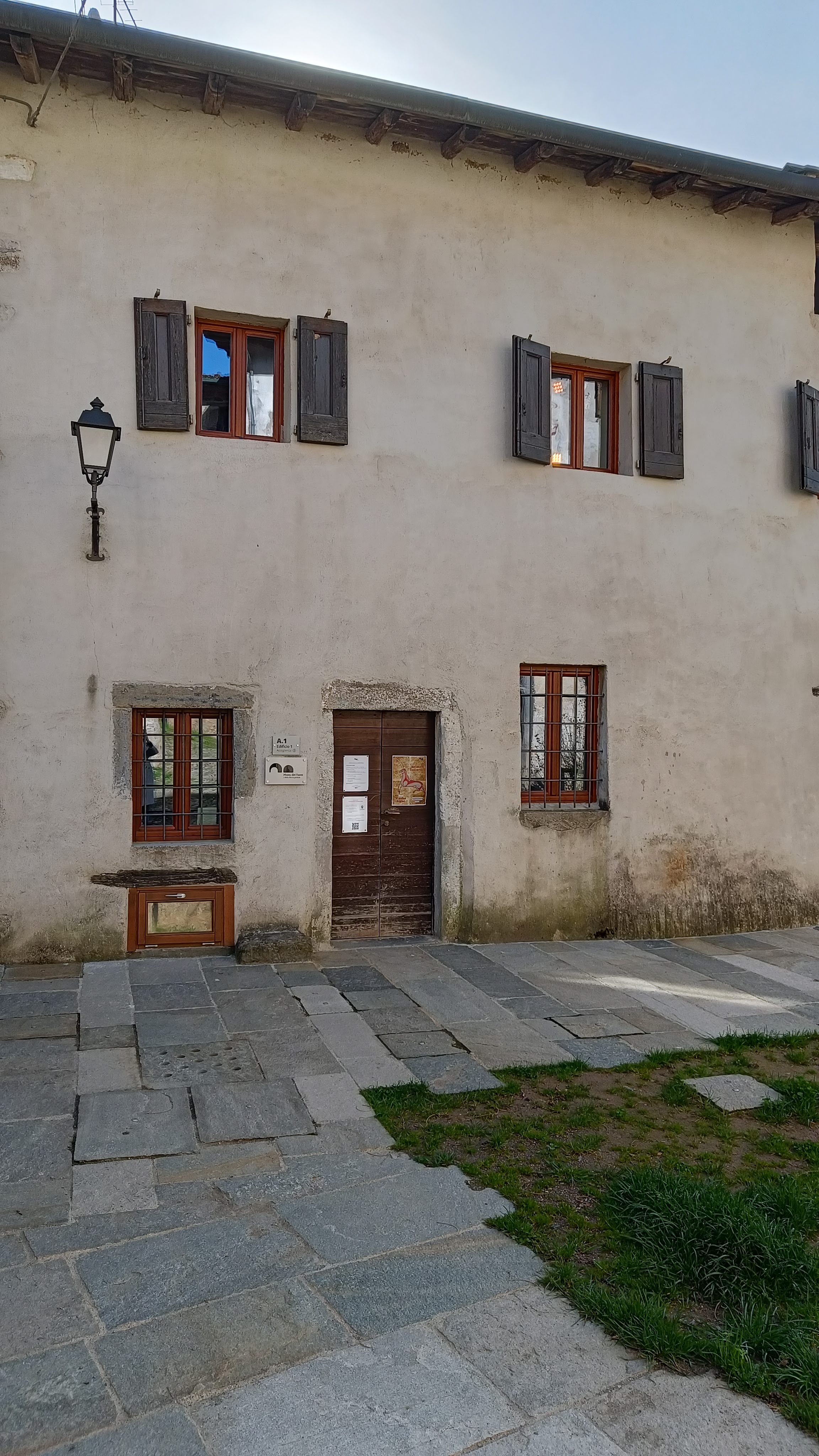
L'Edificio 1 del museo in cui si trovano l'ingresso, la prima sala espositiva, la biblioteca, i servizi educativi e la sala per le mostre temporanee

## Storia

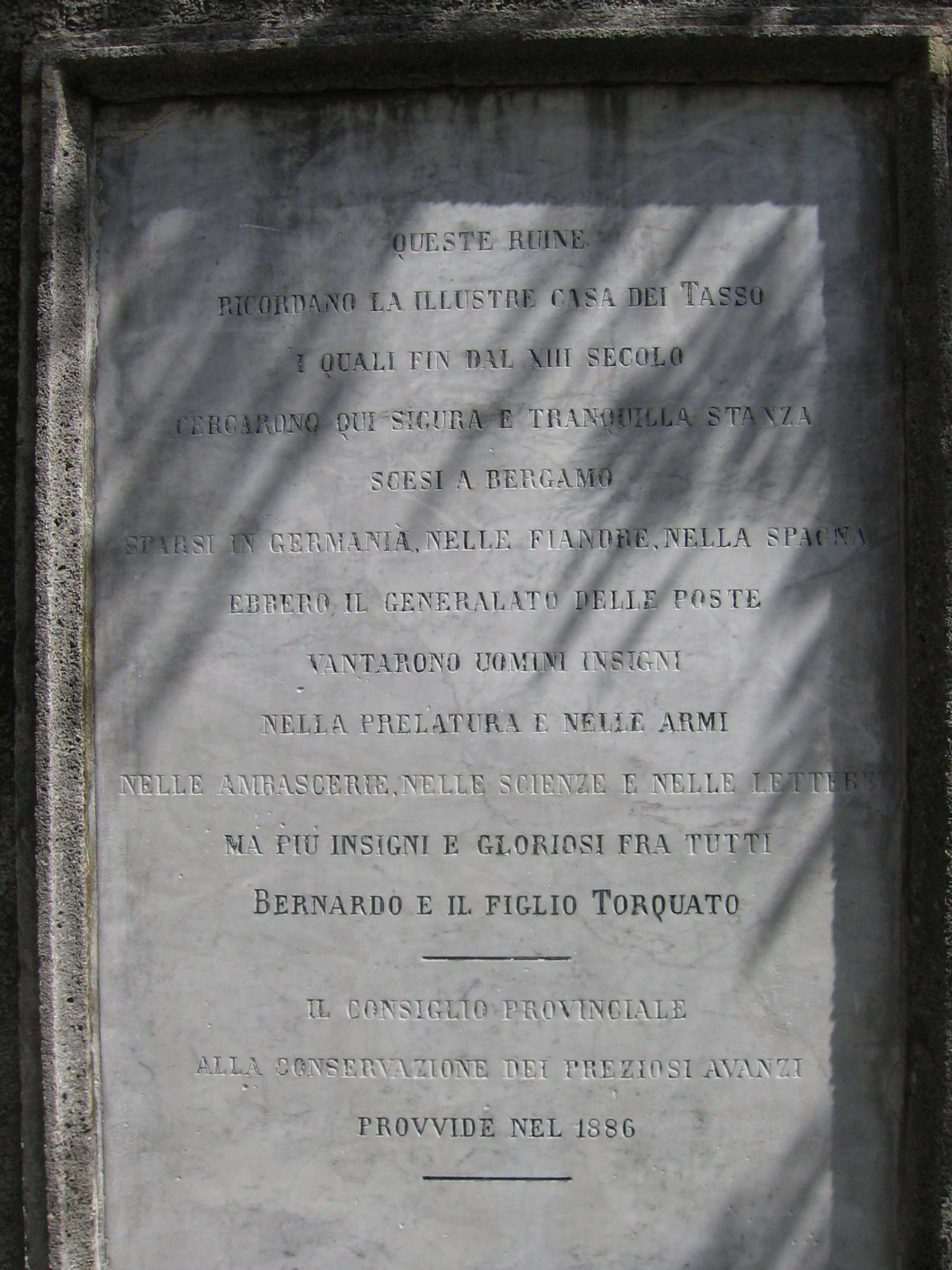
Lapide commemorativa del 1886

Il museo conserva documenti legati al ruolo dei Tasso nella gestione dei servizi postali e in generale alla storia delle poste. 
Agli oggetti e documenti dedicati alla storia postale si affiancano quelli relativi ai letterati Bernardo e Torquato Tasso, tra cui spiccano un esemplare della prima edizione della Gerusalemme Conquistata e alcune copie antiche della Gerusalemme Liberata.
Il museo lavora sia sulle collezioni che conserva, sia sulla ricerca a livello europeo della storia della famiglia Tasso, oltre alla valorizzazione del patrimonio legato ai Tasso presente sul territorio.
Sul piano della ricerca, nel corso degli anni ha allacciato, tra gli altri, rapporti di collaborazione anche con la famiglia dei principi Thurn und Taxis di Regensburg, diretti discendenti dei Tasso fondatori delle poste europee.
Il museo è impegnato a valorizzare la propria collezione, il territorio e la storia della famiglia Tasso. Si tratta, di esperienze diversificate, volte all’educazione, al piacere, alla riflessione e alla condivisione delle conoscenze: l’organizzazione di visite culturali, che fanno riferimento non solo al museo, ma anche al borgo e alla chiesa di San Ludovico di Tolosa, mostre e attività di educazione al patrimonio rivolte a pubblici diversi, solo per citarne alcune.

## Esposizione
Il percorso museale si sviluppa su tre edifici del borgo in cui viene raccontata la storia della famiglia Tasso e del servizio postale e della trasmissione delle informazioni:

Edificio 1
prima sala

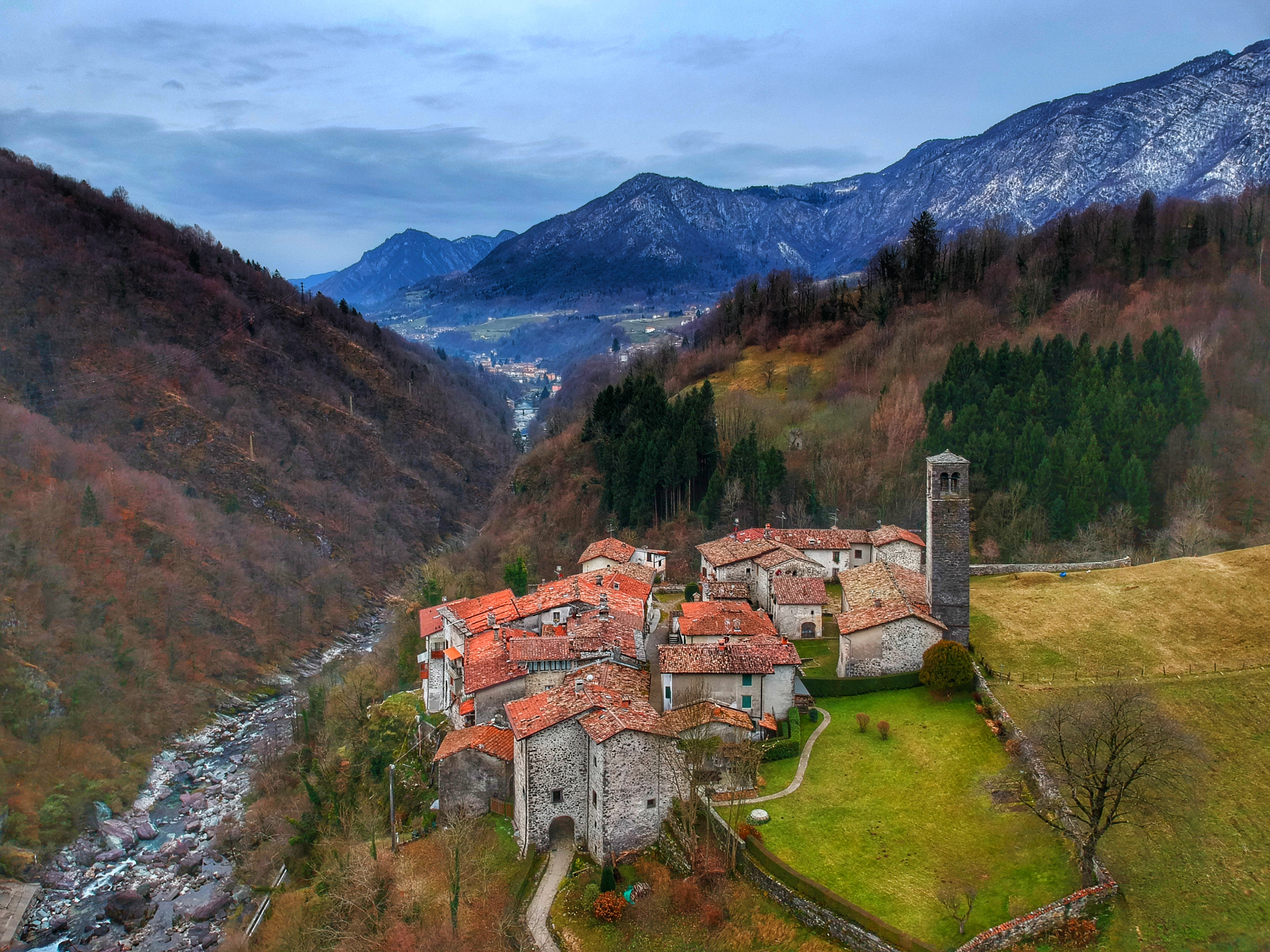
Il borgo medievale di Cornello dei Tasso (Camerata Cornello) in cui si trova il museo. Ph. Castigliano Licini

La prima sala, collocata al primo piano dell’edificio in cui si trovano i servizi e l’accoglienza, è dedicata al territorio e al rapporto con la famiglia Tasso.

Edificio 2
seconda, terza e quarta sala
La seconda sala sviluppa l’attività tassiana nella Penisola e in Europa con un focus sulle figure dei letterati Bernardo e Torquato Tasso; la terza e la quarta sala, approfondiscono alcuni temi relativi al mondo della posta, come per esempio il viaggio, i significati dei segni e dei simboli presenti sulle sovrascritte e le sopraccoperte delle lettere, le epidemie e la disinfezione. 
Edificio 3
quinta e sesta sala
La quinta e la sesta sala raccontano i cambiamenti avvenuti a partire dall’Ottocento nell’ambito della trasmissione delle informazioni. La sesta sala presenta anche una sezione dedicata alla mail art e al collezionismo in ambito filatelico. 
Al momento, la collezione museale è parzialmente visitabile per via del riallestimento che segue i lavori di ristrutturazione del museo. Una parte della collezione museale è esposta nella prima sala espositiva del museo (Edificio 1, dove si trova anche l'ingresso e lo spazio dedicato all'accoglienza), le altre sale sono temporaneamente chiuse.

## Note

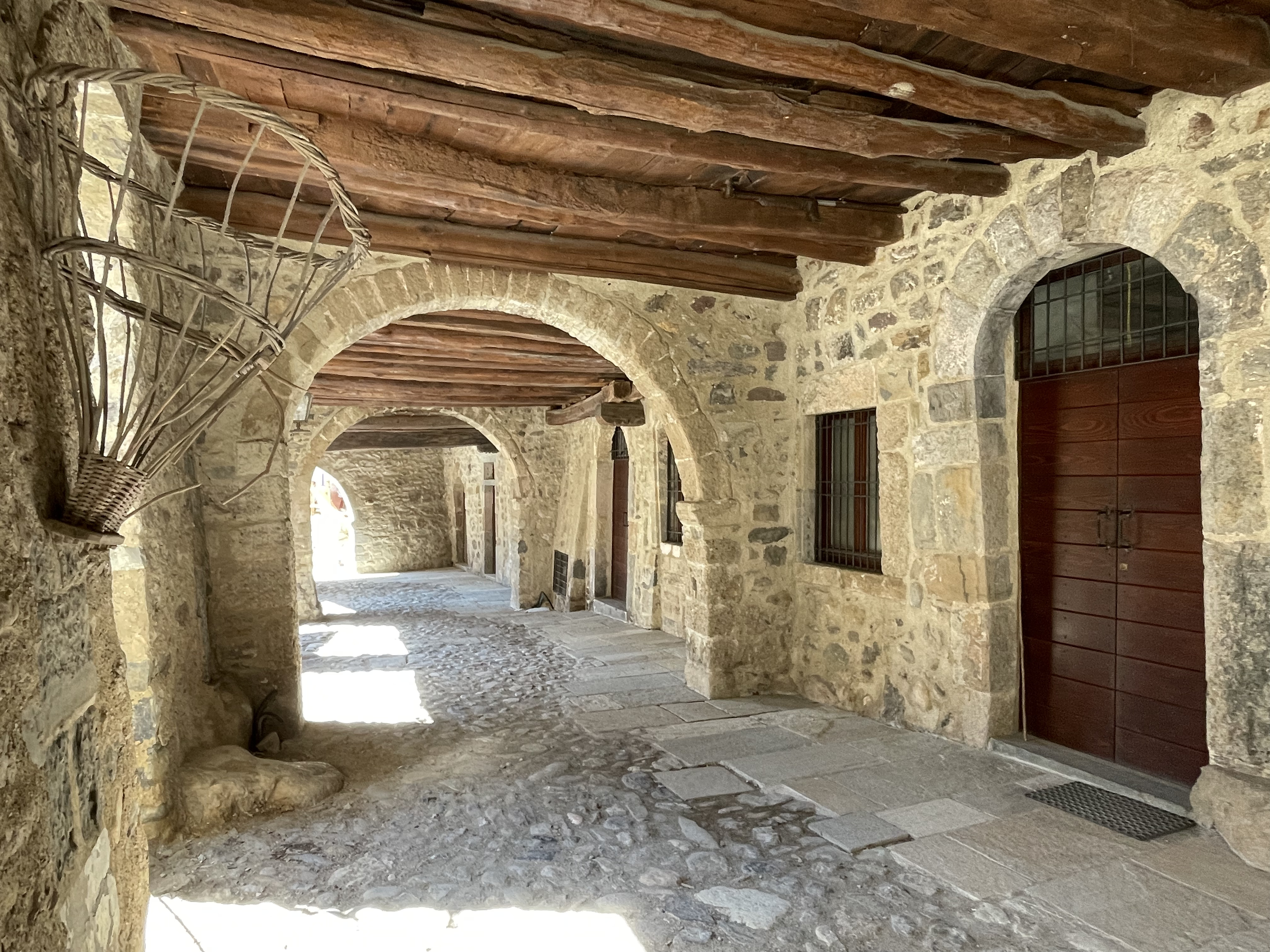
La via porticata di Cornello dove passava la via Mercatorum.